# Nandinia palmowa
Nandinia palmowa (Nandinia binotata) – gatunek drapieżnego ssaka z rodziny nandiniowatych (Nandiniidae), której jest jedynym przedstawicielem. Występuje w Afryce Subsaharyjskiej. Żyje w lasach, prowadząc skryty, nocny, nadrzewny tryb życia. Spożywa w 80% owoce, ale także drobną zdobycz zwierzęcą. Wyprowadzić potrafi 2 mioty po 2 noworodki w roku. Podlega polowaniom na mięso, skóry, dla medycyny ludowej. Nie jest zagrożony wyginięciem.

## Budowa

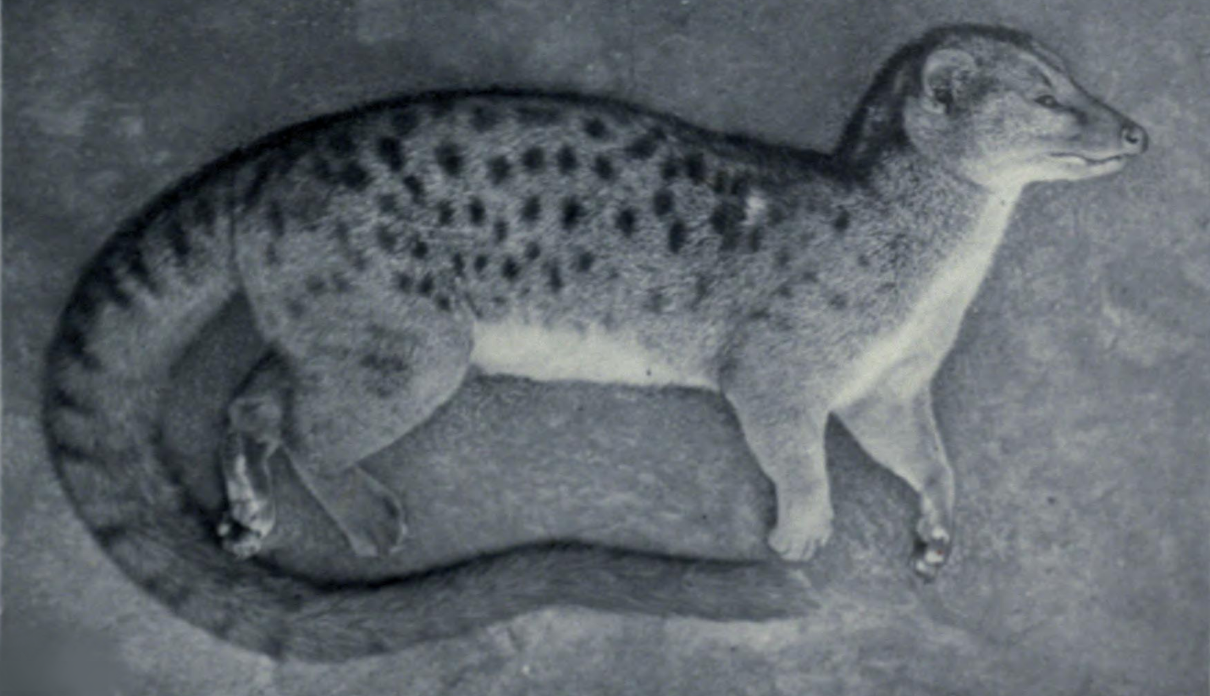
Okaz zebrany podczas ekspedycji w latach 20. XX wieku

Długość ciała 37–62,5 cm, długość ogona 34–76,2 cm; masa ciała 1,2–3 kg.
Morfologią przypomina nandinia palmowa żenetę. Futro ma ciemnobrązowe, pokryte ciemniejszym plamkowaniem. Szczegóły zależą od podgatunku. Ogon zdobi od 9 do 15 ciemniejszych pierścieni, niekiedy przerwanych od spodu. Nad łopatkami zwierzęcia widnieją dwie jaśniejsze plamy, szczególnie wyraźne u podgatunku N. b. intensa, podczas gdy u N. b. gerrardi słabo wyrażone. Futro podgatunku N. b. intensa jest też bardziej czerwonawe niż u innych nandinii palmowych, ponadto jaśniejsze i pokryte ciemniejszymi ciapkami. Szyję pokrywają ciemne paski, nieobecne u podgatunku N. b. gerrardi, którego ciapki są też rzadsze, natomiast ogonowe pierścienie węższe, ale też i ostrzej odgraniczone. Kończyny nandinii palmowej są mniej ciapkowane niźli tułów.
Pysk jest dosyć długi, ostro zakończony, z nosem brązowym do czarnego. W środku znajdują się zęby. Ich garnitur w szczęce i połówce żuchwy nie różni się od siebie. W obu występują mianowicie po 3 siekacze, pojedynczy kieł, 4 przedtrzonowce i 2 trzonowce. W sumie daje to 40 zębów. Niemniej obecność drugiego trzonowca nie jest stała. Komora bulla auditiva zbudowana jest z chrząstki, czym różni się nandinia palmowa od innych ssaków drapieżnych.
Na tułowiu występuje brzuszna kieszonka gruczołowa otwierająca się do przodu od prącia u samców bądź sromu u samic. Mierzy ona 5,5 cm długości, szerokości od 2 do 3 cm, głębokości zaś 2 cm. Niemniej w porównaniu do struktur gruczołowych wiwerowatych cechuje się ona dość prostą budową. Jej gruczoły wydzielają cechującą się silnym zapachem żółtawą ciecz.
Ciało wieńczy długi, osiągający 1,1 do 1,2 długości głowy i tułowia ogon.
Tułów trzyma się na krótkich, ciężko zbudowanych kończynach. Kończą się one łapami zaopatrzonymi w duże, sięgające aż do odpowiednich stawów skokowego i nadgarstka opuszki. Pomiędzy wspomnianymi poduszkami rosną włosy. Autorzy zwracają uwagę na szeroko od siebie oddzielone opuszki trzeciego i czwartego palca. Na powierzchni stopy leżą także gruczoły zapachowe, dzięki którym idące zwierzę zostawia na podłożu swój zapach. Palców występuje 5. Kończą się one częściowo chowanymi pazurami.

## Systematyka
Gatunek po raz pierwszy zgodnie z zasadami nazewnictwa binominalnego opisał w 1830 roku brytyjski zoolog John Edward Gray, nadając mu nazwę Viverra binotata. Jako miejsce typowe odłowu holotypu Gray wskazał Region Aszanti w Ghanie (w oryg. ang. Africa, Ashantee). Jedyny przedstawiciel rodziny nandiniowatych (Nandiniidae), którą opisał w 1929 roku brytyjski zoolog Reginald Innes Pocock i rodzaju nandinia (Nandinia), który opisał w 1843 John Edward Gray.
Kwestie przynależności rodzajowej nandinii stanowiły problem. Niegdyś zaliczano ją do rodziny wiwerowatych. Wręcz opisano ją jako Viverra binotata, czyli gatunek z rodzaju Viverra. Wyróżniano ją też do odrębnej podrodziny w obrębie rodziny wiwerowatych. Obecnie jednak uważa się, że gatunek prezentuje mozaikę cech na tyle odmienną, by umieścić go we własnej odrębnej rodzinie. Chodzi tutaj m.in. o budowę gruczołów czy też szkieletu czaszki otaczającego ucho. Przeprowadzone analizy filogenetyczne wskazują, że rzeczywiście winna ona być w odrębnej rodzinie. Gatunek zajmuje bowiem miejsce bazalne wśród kotokształtnych, jednego z 2 obecnych podrzędów drapieżnych.
Autorzy Illustrated Checklist of the Mammals of the World rozpoznają cztery podgatunki.

### Etymologia
- Nandinia: etymologia niejasna, Gray nie wytłumaczył pochodzenia nazwy rodzajowej[4]; Palmer sugeruje, że jest to rodzima, afrykańska nazwa[17].
- binotata: łac. bi- „dwu-”, od bis „podwójny”; notatus „znaczony”, od notare „oznaczać”, od nota „znak”, od noscere „wiedzieć”[18].
- arborea: łac. arboreus „nadrzewny, z drzewa”, od arbor, arboris „drzewo”[19].
- gerrardi: Edward Gerrard (1810–1910), brytyjski taksydermista[8].
- intensa: łac. intensus „intensywny” (np. mocniej zaznaczony), od intendere „wytężać, natężać”[20].

## Tryb życia

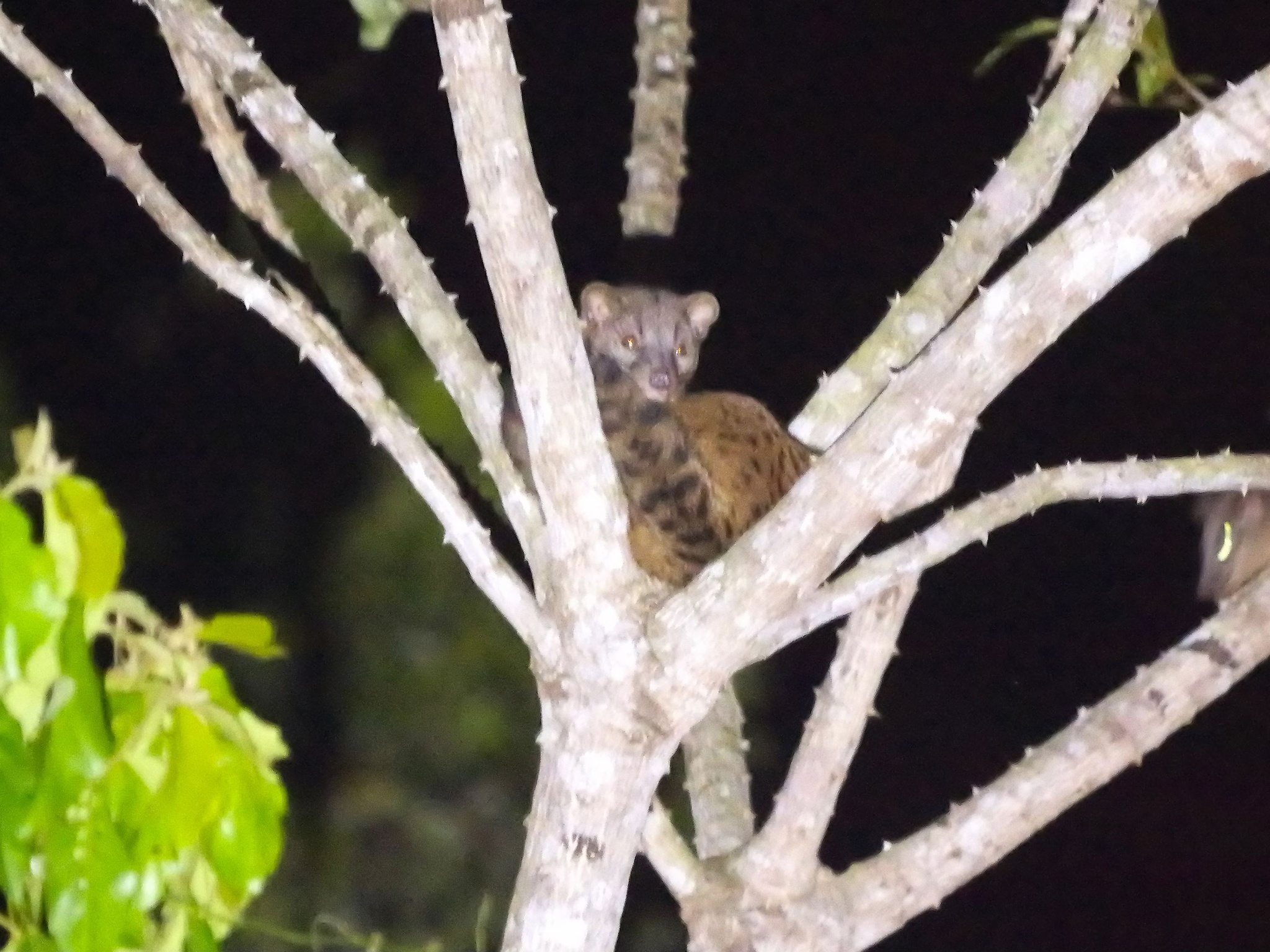
Nandinia palmowa wspina się na drzewa

Nandinie palmowe większość czasu spędzają w koronach drzew, ale obserwowano je żerujące w podszycie. Poza okresem rozrodu prowadzą zwykle samotniczy tryb życia. W czasie żerowania tworzą luźne grupy bez zauważalnych więzi socjalnych. Aktywne po zmierzchu i przed świtem. W dzień natomiast ukrywają się na drzewach w sieci roślin pnących.
Tryb życia wiedzie nandinia palmowa nadrzewny i skryty. Aktywność przypada na noc. Za dnia zwierzę najczęściej odpoczywa na dużych, poziomo położonych gałęziach czy lianach, w dziuplach drzew czy też szczelinach pośród roślinności. Miejsce odpoczynku znajduje sobie zwykle na wysokości pomiędzy 12 a 15 m nad poziomem ziemi. Zwierzę zwykle odpoczywa w osobności, jednakże odnotowywano samce i samice spoczywające blisko siebie.
Jednakże ssak ten schodzi na ziemię, jeśli musi przebyć jakiś obszar nie porosły drzewami. Stawia na ziemi całą stopę, a pomagają jej nierówne, poprzedzielane poprzecznymi bruzdami poduszki. Dzięki nim też potrafi się to zwierzę świetnie wspinać po gładkich powierzchniach, a z drzewa schodzić potrafi również głową do dołu. Tylko bardzo nieliczne kotowate to potrafią. Kiedy schodzi po pniu drzewa, chwyta kończynami przednimi pień drzewa, wykorzystując pazury i poduszki na rękach. Następnie podciąga kończyny tylne. Ogon może wykorzystywać dla utrzymania równowagi. Zwierzą potrafi owinąć swój długi, pokryty ciemnymi pierścieniami ogon wokół gałęzi, nie jest on jednak chwytny. Zwierzę potrafi także skakać na wysokość 1,8 metra, pokonując przeszkody szerokie na metr. Spadać potrafi na 4 łapy, podobnie jak to czynią obdarzone bardzo giętkim kręgosłupem kotowate.
Nandinia palmowa wiedzie samotny tryb życia, pomimo że widywano odpoczywające razem samce i samice. Terytorium swoje znaczy wydzieliną gruczołów kroczowych czy międzypalcowych. Wcierają ją, a potem długo utrzymuje się zapach. Ponadto zwierzęta te wydają głośny dźwięk, coś jakby płacz, przypominający angielskie hoo. Słychać go na odległość prawie że kilometra. Najwięcej głosów wydają nandinie, kiedy samice są w rui.
Autorzy zwracają uwagę na niedostatek informacji dotyczących poruszania się zwierzęcia. Przytaczają dane z Gabonu, gdzie samce zajmowały obszary pomiędzy 34 a 153 hektary ze średnią 85 ha. Samice natomiast zajmowały od 29 do 70 ha ze średnią 45 ha. Tak więc samce zajmują większe rozmiary swych terytoriów niż samice. O tym, jakie będą terytoria samców, decyduje najprawdopodobniej dostępność samic, podczas gdy samice patrzą bardziej na dostępność pokarmu, który będą musiały zapewnić swemu potomstwu. Zagęszczenie populacji przedstawia się w różnych miejscach różnie. W Ugandzie zależy ono od wysokości nad poziomem morza, mianowicie 3,32 osobnika na kilometr kwadratowy powyżej 2000 m n.p.m. i 2,17 osobnika poniżej 1800 m n.p.m. Z kolei w Gabonie minimalne oszacowanie wynosiło 5 nandinii palmowych na kilometr kwadratowy, podczas gdy na zalanym lesie i nad rzekami rzek osiągała ona zagęszczenie aż 8 osobników na kilometr kwadratowy. Terytoria samców i samic rozlegle zachodzą na siebie. Składają się jakby z odrębnych sektorów. Dominujące samce patrolują swoje terytoria, podczas gdy te podporządkowane unikają ich, pozostając w wybranych sektorach. Samce znaczą swe terytoria, by uniknąć spotkania z innymi. Spotkanie takie może się skończyć walką. Tak więc terytorium samca przenika się z terytoriami kilku samic.
W Gabonie samice zachodzi w ruję w czerwcu. Samiec zaleca się do niej. W niewoli wydaje wtedy dźwięki przypominające kaszel. Ciąża trwa około 64 dni. W jednym roku przyjść na świat mogą 2 mioty. Porody w Gabonie przypadają na czas od września do stycznia. Tak więc młode rodzą się porą deszczową i na początku pory suchej, poza tym miesiącami już rzadziej. Nigdy natomiast młode nie rodzą się między marcem a czerwcem. Kluczowe są tutaj deszcze zapewniające obfitość pokarmu. W jednym miocie znajdują się dwa noworodki, których średnia masa wynosi po 56 g. Noworodki rozwinięte są słabo, mają bowiem zamknięte oczy i uszy. Początkowo ssą mleko matki. Jednak wkrótce zaczynają towarzyszyć jej w wyprawach po owoce. W wieku od 6 do 9 miesięcy osiągają masę ciała i rozmiary osobników dorosłych. Dorosły samiec poszukuje dla siebie nowych terenów, podczas gdy dorastająca samica nandinii palmowej osiada blisko miejsca zajmowanego przez matkę. Maksymalna długość życia mieści się w przedziale od 16 do 18 lat, na co wskazują dane pozyskane w niewoli.

## Rozmieszczenie geograficzne

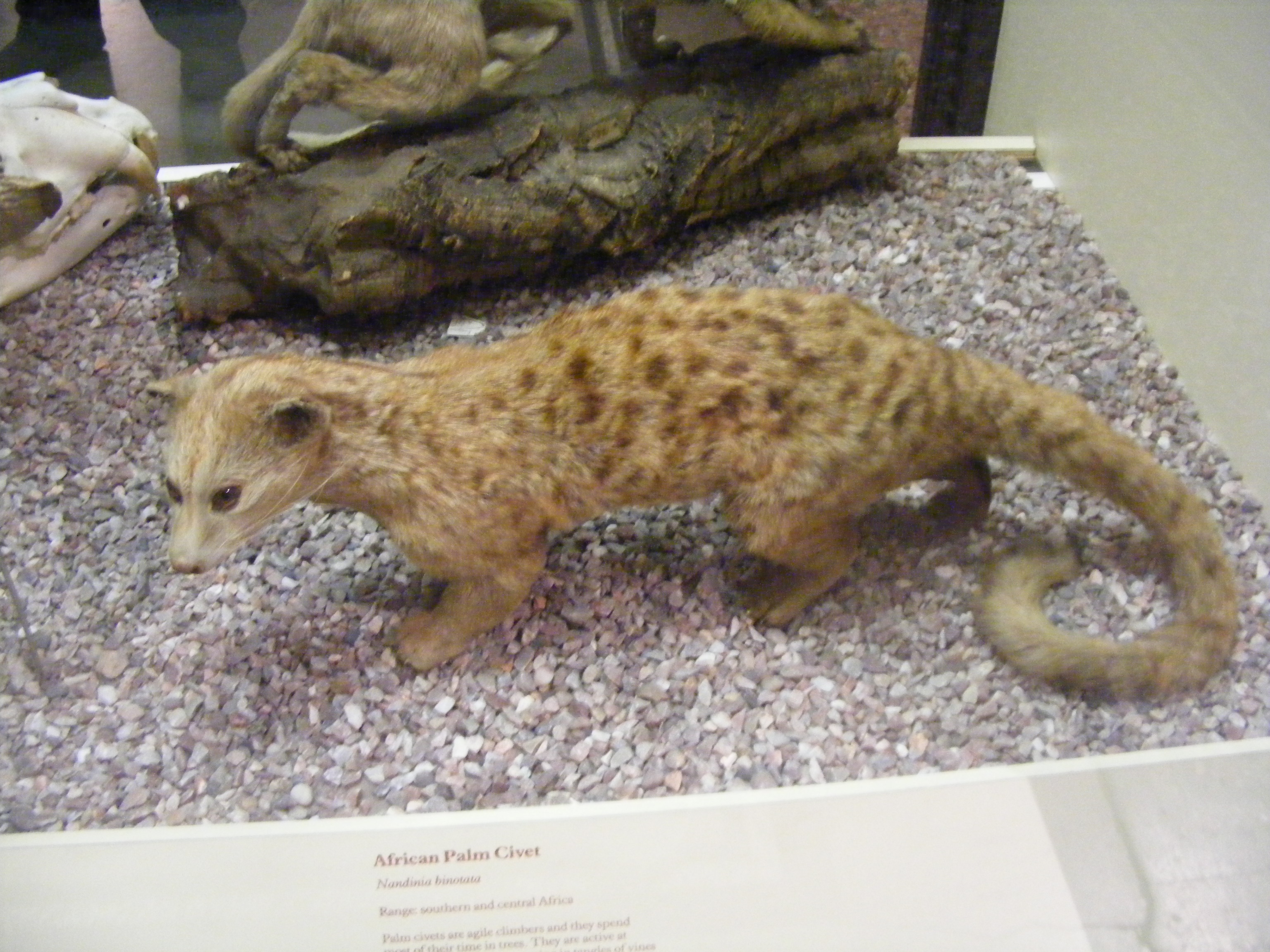
Okaz muzealny

Nandinia palmowa występuje w zależności od podgatunku:
- N. binotata binotata – od Gambii na wschód do Demokratycznej Republiki Konga, włącznie z Bioko[23].
- N. binotata arborea – Kenia, południowy Sudan, północna Tanzania i Uganda.
- N. binotata gerrardi – Malawi, Mozambik, południowa i wschodnia Tanzania (prawdopodobnie także Zanzibar), północno-wschodnia Zambia i wschodnie Zimbabwe.
- N. binotata intensa – Angola, południowa Demokratyczna Republika Konga i północno-zachodnia Zambia.

## Ekologia
Nandinia palmowa zasiedla tereny nizinne jak i górskie, porosłe lasem tropikalnym, sięgając wysokości 2500 m nad poziomem morza, jak to odnotowywano w Tanzanii czy też w Kamerunie. Szczególnie obficie występuje w lasach nad brzegami rzek. Lubi lasy liściaste. Zasiedla także zadrzewione sawanny oraz las zniszczony przez człowieka. Potrafi przebywać w okolicy siedzib ludzkich, korzystając z rolnictwa.
Nandinia palmowa jest gatunkiem wszystkożernym – zjada gryzonie, owady, jaja, opadłe owoce i padlinę. Najchętniej żywi się małymi kręgowcami, bezkręgowcami oraz pokarmem roślinnym.
Największy udział w diecie nandinii palmowej mają owoce stanowiące jakieś 4/5 jej pokarmu. Zwierzęta te nie gardzą zapewne też sfermentowanymi owocami. Ponadto obserwowano nandinie palmowe zlizujące wino palmowe z palm w Sierra Leone i w delcie Nigru. I w niewoli nandinie chętnie korzystały z alkoholu. Owocożerność nandinii wiązać się może z jej rolą jako rozsiewacza nasion. W Kenii odnotowano 12 gatunków, których nasiona rozprzestrzenia nandinia palmowa. Owocami żywi się przez 50 minut, aby następnie odpoczywać na gałęzi w odległości od 10 do 20 metrów dalej. Cykl taki powtarza co 2 godziny. Trawi dosyć szybko, mianowicie już po 2–3 godzinach stolec opuszcza jej ciało. Zdarzało się, że nawet do 15 osobników żerowało na tym samym drzewie Musanga cecropioides.
Pokarm roślinny uzupełnia nandinia palmowa drobną zdobyczą zwierzęcą. Wśród kręgowców poluje w szczególności na gryzonie z rodziny myszowatych, ale także na potto oraz plądruje gniazda ptaków, wyjadając jaja i pisklęta. Nie gardzi również hodowanym przez człowieka drobiem, przez co nieraz bywa zabijana przez ludzi.
Odnotowywano, jak 12 do 15 nandinii palmowych wspólnie pożywia się owocami tego samego drzewa Musanga cecropioides. Co więcej, to samicom podczas jedzenia przysługuje pierwszeństwo.
Podczas polowania nandinie przyciskają swą zdobycz do podłoża, by następnie pozbawić ją życia za pomocą kilku szybkich ugryzień. Gryzą po całym ciele.

## Znaczenie dla gospodarki
Nandinia palmowa uważana jest raczej za szkodnika ze względu na rodzaj pożywienia, jakim się żywi. Wyjadają bowiem rośliny i zwierzęta domowe. Zwierzęta te często napadają na klatki z kurczakami lub indykami, co niesie za sobą duże straty gospodarcze związane z hodowlą drobiu. Często się na nie poluje, by zdobyć ich mięso (są to najczęściej sprzedawani mięsożercy na rynkach w Gwinei Równikowej i Gwinei) oraz futro – zastosowanie dekoracyjne. Niektóre lokalne społeczności potrafią trzymać je jako zwierzęta domowe. Tak więc nandinie odławia się w takich miejscach i sprzedaje na lokalnym rynku, także dla zastosowań w lokalnej medycynie. Futro nandinii, w przeciwieństwie do futer cętkowanych kotów, nie przedstawia dużej wartości, niemniej miejscowa ludność wykorzystuje je w celach dekoracyjnych. Ponadto zwierzę może odgrywać pewną rolę w przenoszeniu trypanosomozy, nie jest to jednak rola znaczna.